# زرگر (شاهرود)
زرگر، روستایی از توابع بخش مرکزی شهرستان شاهرود در استان سمنان ایران است.

## جمعیت
این روستا در دهستان خرقان قرار دارد و براساس سرشماری مرکز آمار ایران در سال ۱۳۹۰، جمعیت آن ۱۳۲ نفر (۴۱ خانوار) بوده‌است.